# The Alfred G. Graebner Memorial High School of Rules and Regulations
The Alfred G. Graebner Memorial High School of Rules and Regulations is de vierde aflevering van het eerste seizoen van het televisieprogramma CBS Schoolbreak Special, die voor het eerst werd uitgezonden op 12 juni 1984. De aflevering is de enige aflevering uit het eerste seizoen van de televisieserie die niet genomineerd werd voor een prijs.

## Plot
De aflevering vertelt het verhaal van verscheidene tieners van verschillende achtergronden die allemaal de eerste dag van het begin van het schooljaar op een andere manier beleven.

## Cast
- Kelly Wolf - Julie Ross
- Fisher Stevens - Gary Gordon
- Elizabeth Halvorsen - Nat Landis
- Martha Gehman - Izzy Otis
- Karl Unterholzner - Tony Lambert
- Rex Steven Sikes - Albert Winkelfas
- Johann Carlo - Consuela Fabian
- Suzanne Snyder - Candy Barnett